# OpenMeetings
OpenMeetings ist eine freie Webkonferenz-Software. Ziel ist es, in wenigen Schritten eine Besprechung aufzusetzen, in der man per Audio/Video, Zeichenbrett und Shared Desktop mit mehreren Teilnehmern eine Konferenz durchführen kann.

## Beschreibung
Das Produkt basierte auf dem RIA-Framework OpenLaszlo und dem Media Server Red5.
Eine Portierung des Clients in HTML5 und das Flash-freie Audio-, Video- und Desktopsharing mit WebRTC  wurden mit der Version 5.0.0-M1 in einem ersten Release veröffentlicht.
Es stehen unterschiedliche Szenarien für die Durchführung und Planung einer Konferenz zur Verfügung. Die empfohlene Datenbank ist MySQL. Die Software kann als hosted Service oder auf dem eigenen Server installiert werden.
Die Entwicklung von OpenMeetings begann im Jahr 2006. Bisher wurde es insgesamt über 500.000 Mal heruntergeladen. OpenMeetings steht in über 30 Sprachen zur Verfügung und wird von verschiedenen öffentlichen Einrichtungen, Universitäten und privaten Unternehmen genutzt.
Öffentliche Einrichtungen sind zum Beispiel das Centre of Competence in Open Source Sweden/Finnland oder das Schulintranet der Stadt Koblenz 'Koblenzer Schulnetz' mit 45 Standorten.
Weitere Publikationen finden sich auf ZDNET, im LinuxMag Frankreich Page 40-44 oder Ajax Magazin.
OpenMeetings ist seit dem 12. November 2011 ein Projekt der Apache Software Foundation.
OpenMeetings wird als Plugin in den E-learning-Plattformen Moodle und OpenOLAT eingesetzt, sowie ATutor und in früheren Versionen von Dokeos.
Für die ab Version 5 verfügbare Flash-freie Variante werden keine speziellen Anforderungen mehr an den Browser gestellt.

## Merkmale
OpenMeetings beinhaltet folgende Merkmale:
- Audio-/Video-Konferenz
- Screen Sharing
- Kollaborativ Dokumente bearbeiten
- Chat und Zeichenbrett
- Benutzer- und Raumadministration
- Mehrsprachig (26 Sprachen verfügbar)
- Planen von Besprechungen mit Kalender
- Aufnahme kompletter Sessions
- Verzeichnisdienstanbindung (z. B. ADS oder eDirectory) über LDAP
- VoIP-Integration mit SIP

## Mankos
- Keine Animation im Whiteboard bei Microsoft PowerPoint möglich; Verteilung von Animationen auf mehrere Folien nötig
- Rasterung/Farbübergang bei Microsoft PowerPoint schlecht; Upload einer konvertierten PDF-Datei sinnvoll